# Bobo (Gesellschaft)
Bobo ist ein Neologismus, Oxymoron und Akronym, da sich die Abkürzung aus den französischen Wörtern bourgeois und bohémien zusammensetzt.
Der Begriff „Bobo“ wurde durch das im Jahr 2000 erschienene populärwissenschaftliche Buch Bobos in Paradise von dem Kolumnisten der New York Times David Brooks geprägt, der sich selbst als Bobo bezeichnet. Er bezeichnet dementsprechend ursprünglich die US-amerikanische Oberschicht am Ende der 1990er-Jahre, die „Konservativen in Jeans“ und „Kapitalisten der Gegenkultur“.

„‚Bobos‘, das ist der Name, den David Brooks der neuen Elite des Informationszeitalters gegeben hat. Der Lebensstil der Bobos führt zusammen, was bisher als unvereinbar galt: Reichtum und Rebellion, beruflicher Erfolg und eine nonkonformistische Haltung, das Denken der Hippies und der unternehmerische Geist der Yuppies. Der ‚bourgeoise Bohemien‘ ist ein neuer Typus, der idealistisch lebt, einen sanften Materialismus pflegt, korrekt und kreativ zugleich ist und unser gesellschaftliches, kulturelles und politisches Leben zunehmend prägt. Brooks zeichnet ein witziges und genaues Bild von der Macht und den Marotten der neuen Oberschicht.“

Mit dem Begriff „Bobos“ ist der Vorwurf verbunden, dass deren scheinbare Teilnahme am Leben der kopierten Szenen und Subkulturen durch ihre erheblich höhere Kaufkraft zum raschen Anstieg der Mieten und damit zur Verdrängung der ursprünglichen Bewohner führe. Die Bobos würden somit als Speerspitze einer beschleunigten Gentrifizierung wirken. Neben der – volkswirtschaftlich positiv zu bewertenden – Aufwertung der Wohnsubstanz komme es oft zur Bildung wohlhabender, sozial homogener Stadtviertel, aus denen die für das Viertel vordem typischen Lebensweisen völlig verschwunden seien.

## Beispiele für die Verwendung des Begriffs
Der französische Autor Guillaume Paoli schrieb 2007 in Bezug auf die Gentrifizierung in Berlin-Prenzlauer Berg: „Für ein Stadtviertel ist ein Boboschwarm so verheerend wie für exotische Länder ein Touristeneinfall.“
In Wien ist die gehobene Gegend um den Naschmarkt, das MuseumsQuartier, den Spittelberg, das Karmeliterviertel sowie weitere Teile der inneren Bezirke (Mariahilf, Neubau, Josefstadt und Alsergrund) als „Bobostan“ bekannt.
Der Chanteur Renaud zeichnet mit Les Bobos (vom Album Rouge Sang, 2006) ein Porträt dieser sozialen Schicht.
Die französische Rockband The Inspector Cluzo setzt sich 2012 in dem Lied Fuck the Bobos vom Album The 2 Mousquetaires kritisch mit dem Thema Bobos auseinander.
Auf dem Album Code B von Bela B handelt das Lied Bobotanz von Bobos.
Einige prominente Personen, wie etwa Carla Bruni, sind laut eigener Erklärung Bobos.